# Rhinobothryum lentiginosum
Espèce
Synonymes
- Coluber lentiginosus Scopoli 1785
- Coluber macrorhinus Wagler, 1830

Rhinobothryum lentiginosum  est une espèce de serpents de la famille des Colubridae. Cette espèce est un exemple de "faux-corail".

## Description
Rhinobothryum lentiginosum atteint une taille importante, jusqu'à 160 cm. Ce serpent possède motif très contrasté, noir avec des anneaux rouge et blanc. Ce pattern est un exemple de mimétisme batésien, afin d'imiter les serpents corail venimeux du genre Micrurus. Il s'en différencie facilement par ses grands yeux aux pupilles verticales, ainsi que par sa tête très nettement distincte du cou. Ce serpent est venimeux opistoglyphe mais sa morsure ne représente aucun danger.  

## Répartition
Cette espèce se rencontre dans la forêt amazonienne :
- en Colombie ;
- au Venezuela ;
- en Guyane ;
- au Brésil ;
- en Bolivie ;
- au Pérou ;
- au Paraguay ;
- en Équateur.

Il s'agit d'une espèce rare dans la majorité de son aire de répartition. 

## Biologie
Cette couleuvre est nocturne et arboricole, elle habite les forêts tropicales humides bien préservées. Elle se nourrit essentiellement de lézards. 

## Publication originale
- Scopoli, 1785 : Deliciae florae et faunae insubricae, vol. 3.